# テオ・ファン・レイセルベルヘ
テオ・ファン・レイセルベルヘ（Théo van Rysselberghe、本名:Théophile van Rysselberghe、1862年11月23日 - 1926年12月13日）はベルギーの画家である。

## 略歴
ヘントのフランス語話者の家に生まれた。ヘントの美術学校で学んだ後、1879年からブリュッセル王立美術アカデミーで2歳年上のジェームズ・アンソールと学んだ。アカデミーの教師はジャン＝フランソワ・ポルテールで、北アフリカの風物を描いたポルテールに影響を受けて、レイセルベルヘも1883年から、しばしばモロッコに滞在することになった。1881年にブリュッセルの展覧会に初めて出展し、1883年に設立された「20人展」の創立メンバーの一人にまだ18歳であったレイセルベルヘも加わった。
「20人展」の運営をした出版業者のオクターヴ・モースの依頼で美術界の新しい才能を探すためにパリを訪れ、1886年の「印象派展」に出展されたジョルジュ・スーラの『グランド・ジャット島の日曜日の午後』を見て、ベルギーの若い画家たちとその「点描」技法を輸入し、1887年の「20人展」にスーラは招かれて出展した。
1897年にパリに移った。友人になったジョルジュ・スーラは1891年に亡くなるが、レイセルベルヘは1910年頃まで「点描」技法による作品を制作し、その後点描を使わなくなった。1910年に南フランスの地中海沿岸に移り、1926年にヴァール県ル・ラヴァンドゥーで死去した。
1889年に出版業者の娘のマリア（Maria Monnom）と結婚した。マリアは文学者のアンドレ・ジッドの友人として知られ、娘のエリザベート(Élisabeth Van Rysselberghe）はジッドの愛人となり、ジッドとの間に子供をもうけた。

## 作品

「ハルモニウムのマリア・セテ（英語版）」(1891)
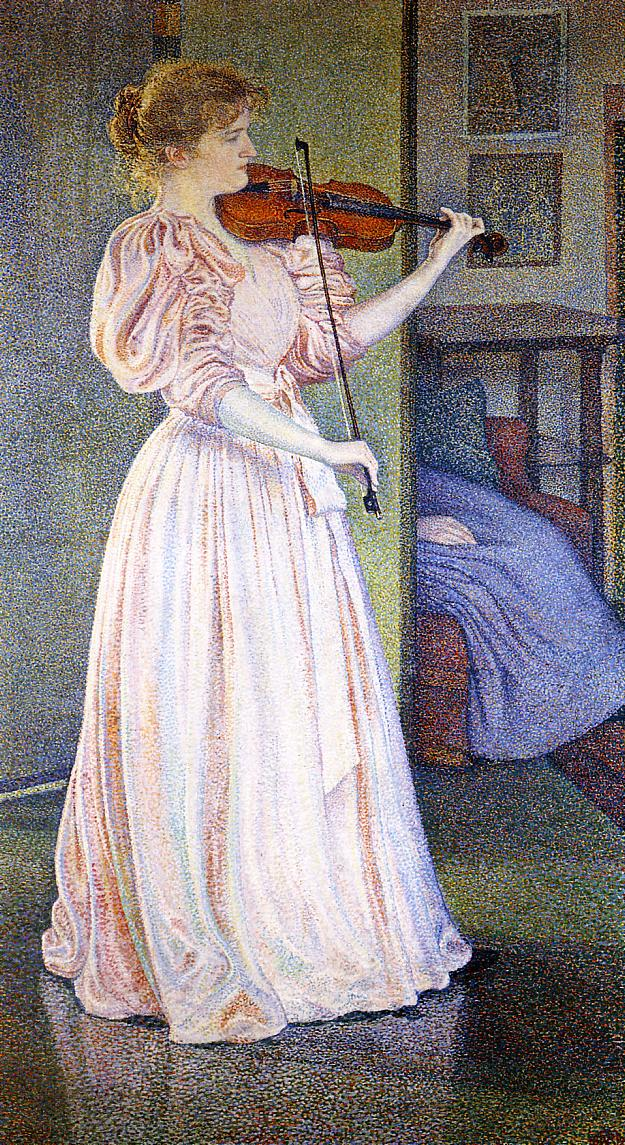
『イルマ・セテの肖像』(1894) プティ・パレ蔵
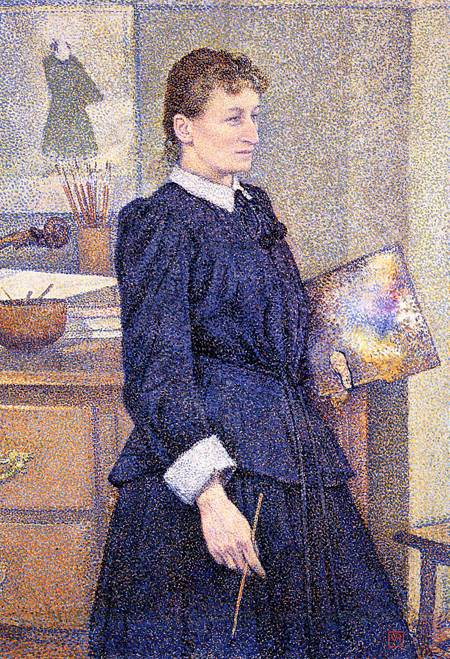
アンナ・ボック (1893)
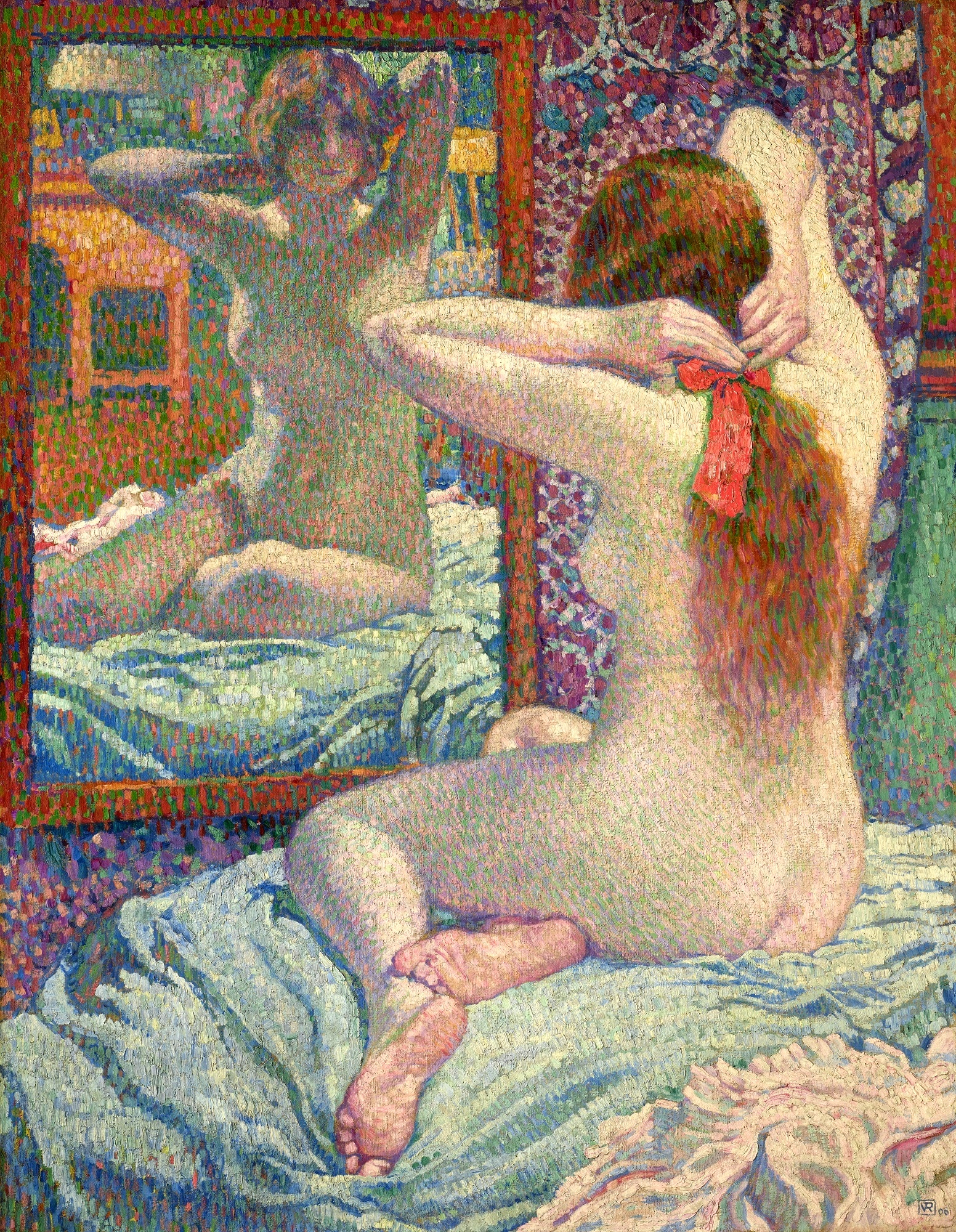
「赤いリボン」(1906)
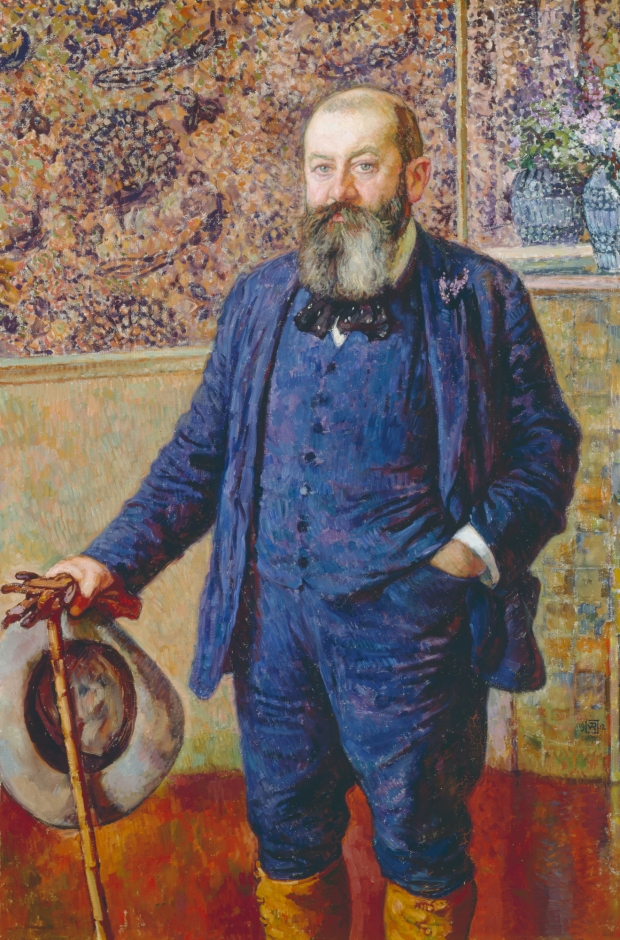
Émile Mayrisch（資本家）